# A Német Demokratikus Köztársaság és a Németországi Szövetségi Köztársaság közötti kapcsolatok

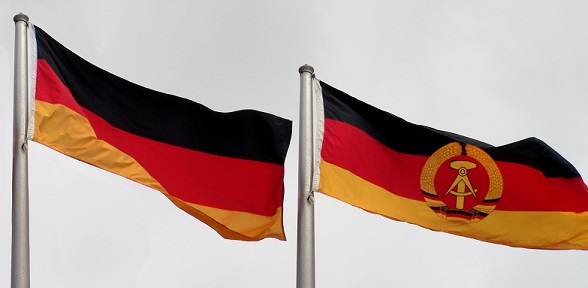
Az NSZK és az NDK lobogói a montréali olimpiai stadionban

A Német Demokratikus Köztársaság (NDK, Kelet-Németország) és a Németországi Szövetségi Köztársaság (NSZK, Nyugat-Németország) közötti kapcsolatok, illetve az ezt körülvevő úgynevezett „német kérdés” a második világháborútól a kelet-európai rendszerváltásokig az európai és a világpolitika egyik legfontosabb ügye, az akkoriban létező két világrendszer ütközőpontja volt, egyúttal pedig természetesen a német történelem fontos szakasza volt. 
Németország nyugati része a második világháború után a nyugati szövetségesek, az Amerikai Egyesült Államok, Nagy-Britannia és Franciaország megszállása alá került, míg a későbbi NDK a szovjet befolyási övezet része lett. A hidegháború megindulása után a két országrész között a kapcsolatok gyakorlatilag megszűntek, leereszkedett a vasfüggöny. 1949 májusában létrejött az NSZK, majd októberben az NDK. Nyugat-Németország külpolitikája alapelveként elfogadta az úgynevezett Hallstein-doktrínát, amely szerint minden olyan országgal (a Szovjetunió kivételével) megszakítja (vagy nem hozza létre) a diplomáciai kapcsolatait, amelyek hivatalosan elismerik az NDK-t.
A két német állam közötti viszály egyik legfontosabb ütköző pontja Nyugat-Berlin volt, ami elméletileg külön entitásként létezett, azonban a gyakorlatban az NSZK részét alkotta.
A két ország közötti kapcsolatok a hidegháború enyhülésével a hatvanas évektől nagyon óvatos fejlődésnek indultak. Ennek mindkét szövetségi táborban voltak ellenzői, ezért a folyamat igen lassan és visszaesésekkel tarkítva haladt csak. 1972-ben a két állam úgynevezett alapszerződést írt alá egymással, ami sok tekintetben közelebb vitte a normalitáshoz a kétoldalú kapcsolatokat, azonban nem jelentette a teljes elismerést. Ez utóbbihoz nagy előrelépést jelentett Erich Honecker 1987-es nyugat-németországi hivatalos látogatása; ezután azonban a rendszerváltás más utat nyitott a két államalakulat közötti kapcsolatoknak, feltárult a német újraegyesítés lehetősége.

## Elnevezések
A két entitás közötti éles politikai küzdelem egymás elnevezésére is rányomta a bélyegét. Az NSZK és szövetségesei az NDK-t sokáig nem ismerték el önálló államnak, és a második világháború utáni megszállási övezetek alapján „szovjet zónának”, maximum Kelet-Németországnak nevezték. Az NDK viszont érthetően nem fogadta el az NSZK arra vonatkozó igényét, hogy egyedüli német államnak tekintsék. Ennek tükröződéseként Magyarországon az NSZK-t általában Nyugat-Németországnak, maximum Német Szövetségi Köztársaságnak nevezték, pedig nevének pontos magyar fordítása Németországi Szövetségi Köztársaság lett volna. Ezt az NSZK részéről diplomáciai úton szóvá is tették, és ragaszkodtak ahhoz, hogy a kétoldalú hivatalos dokumentumokban (szerződések, nyilatkozatok, diplomáciai jegyzékek) országuk teljes neve szerepeljen. A magyar sajtóban azonban a „magyar nyelv sajátosságaira” hivatkozva, de valójában a szövetséges NDK érdekeinek megfelelően, a Német Szövetségi Köztársaság elnevezést alkalmazták. Ez a kifejezés végül gyökeret is vert a magyar nyelvben, és máig ez maradt a leggyakoribb forma az egységes német államra is.

## Előzmények

Megszállási övezetek Németországban

1945. június 5-én a Hitler-ellenes koalíció vezetői, az Egyesült Államok, Nagy-Britannia, Franciaország és a Szovjetunió megállapodott abban, hogy Németországot négy megszállási övezetre osztják, valamint a szovjet övezetben lévő Berlint is négyhatalmi igazgatás alá helyezik. Az egyes övezetekben a főhatalmat az egyes szövetségesek helyi haderőinek parancsnokai gyakorolják, az egész Németországot érintő kérdésekben pedig a Berlinben működő Szövetséges Ellenőrző Tanács az illetékes. A potsdami konferencián mindezt megerősítették, de azt is leszögezték, hogy elismerik a német nép jogát az egységes, békeszerető és demokratikus államra.
A náciellenes háborús szövetségi rendszer egysége gyorsan  megbomlott. Bár szóban mindkét fél Németország későbbi egyesítésének szükségességét hangoztatta, a gyakorlati lépések a két külön állam megteremtésére irányultak. Az elhatárolódás intézményes lépései voltak a nyugati területeken bevezetett valutareform, a Marshall-terv, ami szintén csak a nyugati részre terjedt ki, majd a berlini blokád, ami már a fegyveres összetűzés szélére sodorta korábbi szövetségeseket. A nyugati hatalmak intenzíven dolgoztak azon, hogy a nyugati német területeket integrálják saját szövetségi rendszerükbe. Egyesítették saját megszállási övezeteiket az országban és Berlinben egyaránt. 1949. május 23-án kikiáltották a Németországi Szövetségi Köztársaságot. Júniusban létrejött az egységes Nyugat-Berlin, mint önálló közigazgatási egység. Válaszképpen a szovjet befolyás alatt álló keleti országrészben 1949. október 7-én kiáltották ki a Német Demokratikus Köztársaságot.
Megkezdődött a hidegháború, és leereszkedett az Európát megosztó vasfüggöny, aminek legfontosabb szakasza éppen a két német területet választotta el egymástól.

## A hidegháború kiéleződése

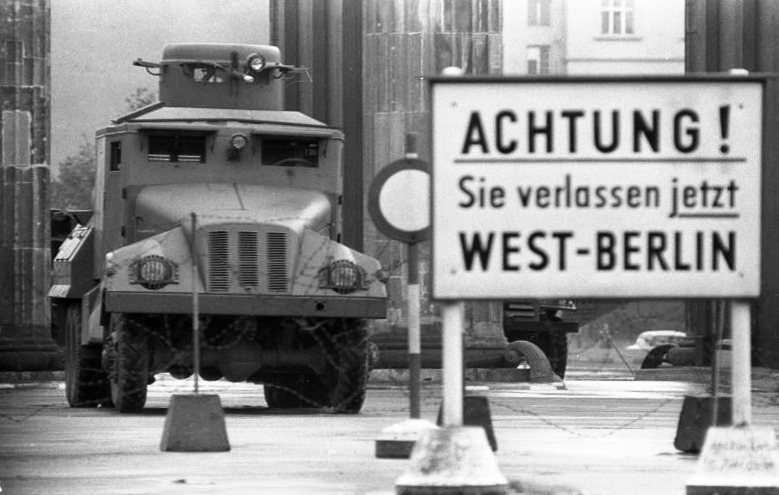
Keletnémet vízágyú felügyeli a berlini fal építését

Az 1950-ben kitört koreai háború tulajdonképpen a két világrendszer közötti feszültség megnyilvánulása volt, legalábbis részben úgynevezett proxy, avagy helyettesek révén megvívott háború a nagyhatalmak, elsősorban a Szovjetunió és az Egyesült Államok között. Hatására növekedett a katonai feszültség Európában is, és Nyugat-Európában nagy vita kezdődött a néhány évvel korábbi nagy háborús ellenfél, Németország újrafelfegyverzéséről a kommunizmus elleni küzdelem jegyében. A vita lezárása gyanánt 1955-ben az NSZK csatlakozott a még 1949-ben létrehozott NATO-hoz, és az 1956-ban elfogadott törvények alapján felállította a nyugatnémet hadsereget, a Bundeswehr-t. Nyugat-Németországot szervesen hozzákapcsolták a nyugat-európai gazdasági integrációs intézményekhez, a mai Európai Unió előd-szervezeteihez, az Európai Szén- és Acélközösséghez, majd az 1957-ben létrehozott Európai Gazdasági Közösséghez. Az NDK 1950-ben lett tagja az 1949-ben megalakult KGST-nek, valamint 1956-ban, a Nemzeti Néphadsereg megalakulását követően az egy évvel korábban létrejött Varsói Szerződésnek.
A két államalakulat gazdasági és politikai fejlődése teljesen eltérő vágányokra került. Nyugat-Németország, nem utolsósorban a Marshall-segély révén, bekapcsolódott a nyugat-európai gazdasági fellendülésbe, sőt hamarosan kibontakozott az országban a „német gazdasági csoda” (Wirtschaftswunder), ahogy akkoriban a nyugatnémet gazdaság gyors újjáépítését és fejlődését nevezték. A szovjet típusú gazdasági rendszerbe integrált Kelet-Németországban viszont lassan folyt a helyreállítás, részben azért is, mert a szovjetek a háborús jóvátétel fejében az üzemek nagy részét leszerelték és elszállították. Elsősorban a gazdasági nehézségek, az alacsony életszínvonal miatt 1953-ban felkelés tört ki Kelet-Berlinben, amit a szovjet csapatok vertek le. Ezután Keleten is változtattak a gazdaságpolitikán, és idővel az NDK a szocialista országok között a legmagasabb életszínvonalat érte el. Ez is jóval elmaradt azonban a nyugatitól, ahol a lendületes gazdasági fejlődés és a kedvezőtlen demográfiai viszonyok nyomán nagy munkaerő-szükséglet keletkezett. Ezt nagyrészt dél-európai, portugál, spanyol, olasz, jugoszláv, majd török „vendégmunkások” (Gastarbeiter) bevonásával elégítették ki. Nyugat-Berlin nyitott határán keresztül is megindult a keletnémet lakosság legmozgékonyabb, gazdaságilag legaktívabb részének kiáramlása az NSZK-ba.
1961. augusztus 13-án az NDK egyik napról a másikra felépítette a berlini falat, ami lezárta a vasfüggönyön maradt utolsó rést, a Nyugat-Berlinbe való távozás lehetőségét a keletnémet lakosság számára. Ezzel véget vetettek a munkaerő tömeges elvándorlásának, és egyúttal a belátható időn belül történő német újraegyesítés reményének is. Az NDK politikai és gazdasági rendszere stabilizálódott, megmaradt lakossága kénytelen volt elfogadni a kialakult rendszert és alkalmazkodni ahhoz.
A két német entitás közötti teljes elkülönülés jegyében 1955-ben az NSZK elfogadta a Hallstein-doktrínát, miszerint az ország nem tart fenn diplomáciai kapcsolatot (a Szovjetunió kivételével) olyan állammal, amely hivatalos elismerésben részesíti az NDK-t. Ez a külpolitikai irányelv, amit az akkori külügyi államtitkárról neveztek el, és szövegét hivatalosan soha nem hozták nyilvánosságra, csak szóban utaltak rá, egészen 1969-ig volt érvényben.

## Az enyhülés kezdetei
1962-ben a kubai rakétaválság az atomháború küszöbére vitte a világot. Németországban egyes időszakokban 5000 darab atomtöltet állt bevetésre készen, legtöbbjük rövid távú, mint a csöves tüzérségi atomlövedékek vagy az atomaknák, amik a nyilvánvaló túlerőben lévő szovjet harckocsierők gyors előretörését voltak hivatottak megakadályozni. Egy új világháború nukleáris sivataggá változtatta volna az országot.

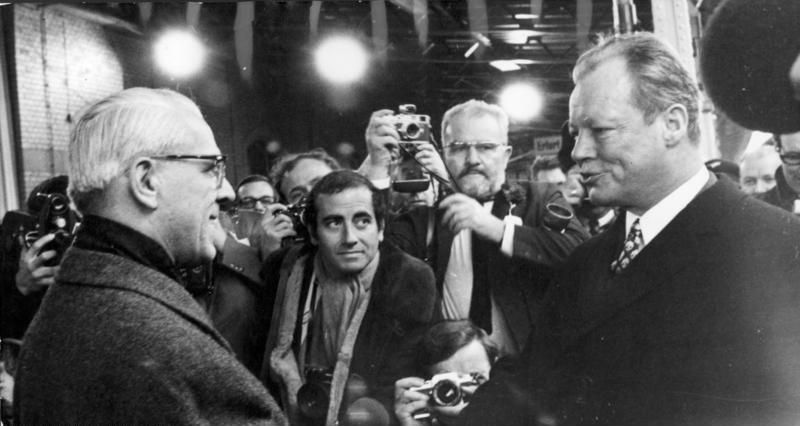
Willi Stoph, az NDK miniszterelnöke (balra) és Willy Brandt kancellár Erfurtban 1970-ben, az első kétoldalú miniszterelnöki találkozó során

Ebben a helyzetben Willy Brandt és más szociáldemokrata, liberális politikusok új keleti politika (Ostpolitik) kidolgozását kezdték meg. Céljuk a háború veszélyének csökkentése, a feszültség enyhítése volt. 1966-ban véget ért az Adenauer nevével fémjelzett korszak a nyugatnémet belpolitikában, és nagykoalíció került hatalomra a kereszténydemokraták és a szociáldemokraták részvételével. Brandt külügyminiszterként már ekkor megindította politikai elképzeléseinek átültetését a gyakorlatba. Meghirdette a „kis lépések politikáját“, bevezette a „változás a közeledés révén“ és az „emberi könnyítések“ hívószavait. Néhány év múlva, már a szociálliberális koalíciós kormány kancellárjaként tető alá hozta a szimbolikus jelentőségű erfurti csúcstalálkozót az NDK miniszterelnökével, Willi Stoph-fal, véget vetett a Hallstein-doktrína alkalmazásának, majd megkezdte az úgynevezett keleti szerződések kimunkálását, megállapodott a Szovjetunióval, Lengyelországgal és Csehszlovákiával a kapcsolatok rendezéséről. 1971-ben ösztönzésére a négy berlini megszálló hatalom megkötötte az úgynevezett négyhatalmi egyezményt a berlini helyzet normalizálásáról.

## A kapcsolatok normalizálása

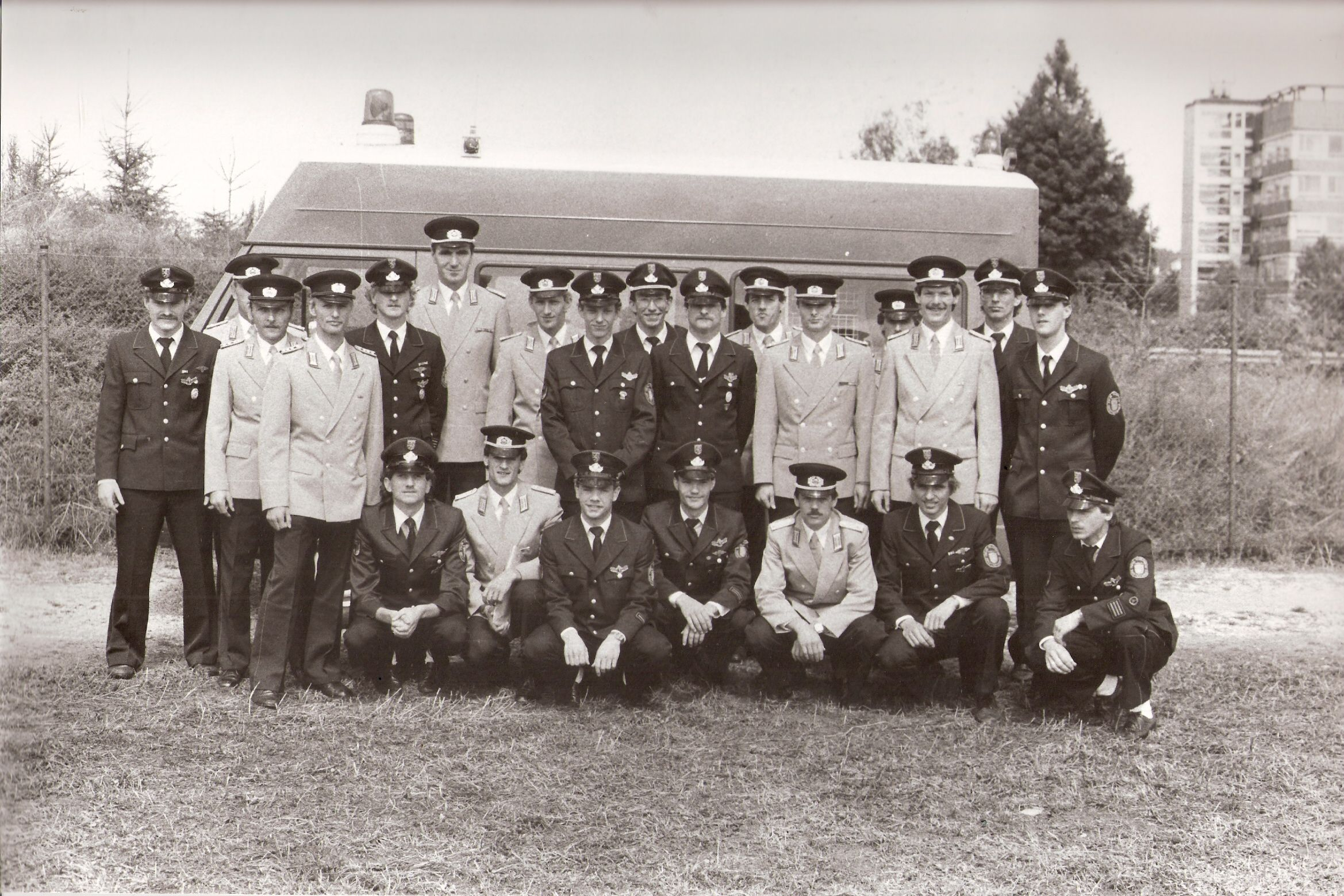
NDK-beli (világos egyenruhában) és NSZK-beli tűzoltók sporttalálkozója 1985-ben

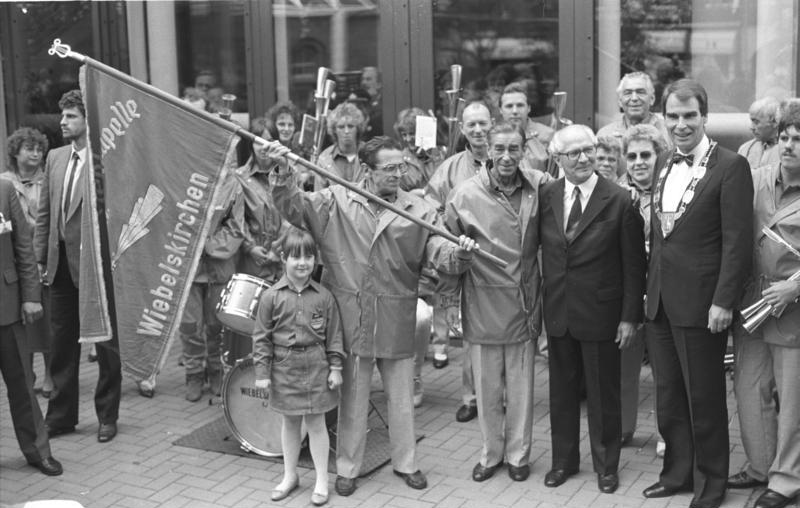
Honecker 1987-es hivatalos látogatása során felkereste szülőföldjét, a Saar-vidéket is

1972-ben megszületett az úgynevezett alapszerződés (Grundlagenvertrag) az NSZK és az NDK között. Ez az egyezmény normalizálta a két német állam közötti kapcsolatokat, de anélkül, hogy az NSZK nemzetközi jogilag formálisan elismerte volna az NDK államiságát. Az NSZK ugyanis ragaszkodott a később német újraegyesítés lehetőségének nyitva tartásához, az NDK pedig az önálló államiságának hangsúlyozásához, ezért született ez a különleges megoldás. A két állam diplomáciai képviseleteket nyitott egymás fővárosaiban, de azokat nem nagykövetségnek, hanem „állandó képviseletnek” nevezték. Mindenesetre megnyílt az út a két német állam felvétele előtt az ENSZ-be.
A két német állam kapcsolatainak normalizálódása nagyban elősegítette az egész európai enyhülési folyamat haladását. 1975-ben összeült az Európai Biztonsági és Együttműködési Értekezlet Helsinkiben, augusztus 1-jén alá is írták a helsinki záróokmányt, megkezdődött a „helsinki folyamat”.
A belnémet kapcsolatok továbbra is szorosan összefüggtek a nemzetközi helyzet, különösen az amerikai-szovjet viszony alakulásával. Az 1973-as olajválság az NDK-t is nehéz helyzetbe hozta, fokozatosan nyilvánvalóvá vált gazdasági elmaradásának behozhatatlansága az NSZK-val szemben. Az NSZK-ban viszont a NATO középhatósugarú nukleáris rakéták telepítésére irányuló terve okozott jelentős belpolitikai konfliktusokat. 
Gorbacsov hatalomra kerülése a Szovjetunióban radikális reformokkal kísérletezett, belátva, hogy a tervgazdálkodás gazdaságilag nem versenyképes a piacgazdasággal. Az NDK vezetői a reformokkal nem értettek egyet, mert érezték, hogy ezek megrendítik hatalmukat. 
1987-ben, hosszú előkészítés után, sor került Erich Honecker hivatalos látogatására az NSZK-ban, ami már csaknem teljes mértékben az NDK államiságának elismerését jelentette az NSZK részéről. Ez a siker azonban már nem segíthetett az NDK-n, mert időközben más nemzetközi és belső folyamatok teljesen aláásták a keletnémet állam társadalmi rendszerét. 
1989-ben az NDK-ban is, akárcsak az összes kelet-közép-európai szocialista országban, rendszerváltásra került sor. Augusztusban Magyarországon a páneurópai piknik keretében megnyitották az osztrák határt a Magyarországon tartózkodó NDK-beli lakosok előtt. A berlini fal novemberben leomlott, és megkezdődött a társadalmi átalakulás, ami Németországban egyben az újraegyesítésről is szólt. Az új keletnémet vezetés egy ideig szerette volna, ha a volt NDK egyben csatlakozik az NSZK-hoz, de erre végül nem kerülhetett sor. A nyugatnémet fél ragaszkodott ahhoz, hogy Kelet-Németország történelmi országrészei külön-külön csatlakozzanak. Az újraegyesítéshez a második világháborúban győztes szövetségesek beleegyezése is kellett. Ez a Németországra vonatkozó végleges szabályozásról szóló szerződés keretében meg is történt. 1990. október 3-án 0 órakor felvonták a német zászlót a berlini Reichstag tetejére, Németország egységes lett, az NSZK és az NDK kapcsolatainak története véget ért.

## Fordítás
- Ez a szócikk részben vagy egészben  az   Innerdeutsche Beziehungen című német Wikipédia-szócikk ezen változatának fordításán alapul.  Az eredeti cikk szerkesztőit annak laptörténete sorolja fel. Ez a jelzés csupán a megfogalmazás eredetét és a szerzői jogokat jelzi, nem szolgál a cikkben szereplő információk forrásmegjelöléseként.
- Ez a szócikk részben vagy egészben  a   Relationer mellan Västtyskland och Östtyskland című svéd Wikipédia-szócikk ezen változatának fordításán alapul.  Az eredeti cikk szerkesztőit annak laptörténete sorolja fel. Ez a jelzés csupán a megfogalmazás eredetét és a szerzői jogokat jelzi, nem szolgál a cikkben szereplő információk forrásmegjelöléseként.